# Joaquim Sousa Santos
Joaquim Sousa Santos, (São João de Ver, 13 de outubro de 1953 — Coimbra, 17 de agosto de 2012). Médico de formação, foi um antigo ciclista português que venceu a Volta a Portugal de 1979.

## Carreira desportiva
- 1972, Sangalhos - Famel - Zündapp, Portugal
- 1973, Sangalhos - Famel - Zündapp, Portugal
- 1974, Sangalhos - Famel - Zündapp, Portugal
- 1975, Coimbrões - Monica, Portugal
- 1976, União de Coimbra, Portugal
- 1977, Bombarralense - Sóssilva, Portugal
- 1978,  Bombarralense - Uniroyal Portugal
- 1979, Futebol Clube do Porto - U.B.P., Portugal
- 1980, Futebol Clube do Porto - U.B.P., Portugal
- 1981, Rodovil - Isuzu, Portugal

## Palmarés
- 1973, vence o Prémio Cerâmica de Valadares
- 1977, 2º classificado na Volta a Portugal
- 1978, 1º no prólogo do Grande Prémio do Minho
- 1978, 3º classificado no Grande Prémio do Minho
- 1979, vence a Volta a Portugal
- 2x etapas Volta a Portugal ('77, '74)